# Input/Output Buffer Information Specification
Input/Output Buffer Information Specification (kurz IBIS) ist eine Methode zur Beschreibung des elektrischen Verhaltens von elektronischen Bauelementen. Sie ist als ANSI/EIA-656A standardisiert. Die erste Version des Standards wurde 1993 veröffentlicht, aktuell ist Version 7.0 vom März 2019.
Die Motivation hinter IBIS ist, Modelle über das elektrische Verhalten von Bauelementen zu erhalten, welche in Schaltungssimulationen genutzt werden können, um z. B. die Signalintegrität oder die Elektromagnetische Verträglichkeit einer Schaltung analysieren zu können.
IBIS-Modelle beschreiben im Gegensatz zu SPICE-Modellen nicht die Funktionalität des Bauelements, sondern lediglich das Verhalten der Ein- und Ausgänge wie das dynamische Schaltverhalten, die am Anschluss auftretende Induktivität und Kapazität und das Strom- und Spannungsverhalten. Auf diese Weise können Elektronikhersteller IBIS-Modelle ihrer Bauteile liefern, ohne Details zum internen Aufbau des Bauelements preiszugeben. Außerdem sind IBIS-Modelle bei komplexen Bauelementen wie Mikroprozessoren deutlich effizienter als SPICE-Modelle.

## Algorithmic Modeling Interface
Mit der Version 5.0 wurde die Algorithmic Modeling Interface (IBIS-AMI) Erweiterung beschlossen. Mit Hilfe von IBIS-AMI Modellen können auch SerDes-Transceiver simuliert werden. Zu dem IBIS-Modell kommt ein algorithmisches Modell in Form einer Dynamic Link Library  (DLL) und einer kurzen Beschreibungsdatei, üblich mit der Dateierweiterung .ami. Diese Daten werden vom Schaltungssimulator benutzt, um nicht nur das elektrische, sondern auch das algorithmische Verhalten eines Transceivers nachzubilden. So wird auch eine Simulation über eine große Anzahl von inneren Zuständen möglich, was mit einem SPICE-Modell innerhalb eines vertretbaren Zeitrahmens nicht möglich wäre.